# Hatarlema (Dato)
Hatarlema ist ein osttimoresischer Ort im Suco Dato (Verwaltungsamt Liquiçá, Gemeinde Liquiçá). Das Dorf liegt im Süden der Aldeia Laclolema in einer Meereshöhe von 438 m. An der Siedlung führt eine Straße vorbei, die es mit der Gemeindehauptstadt Vila de Liquiçá im Norden und dem Suco Leotala im Süden verbindet. Beim Ort steht eine Sendeantenne der Telcomsel.